# Денуайе, Луи Клод

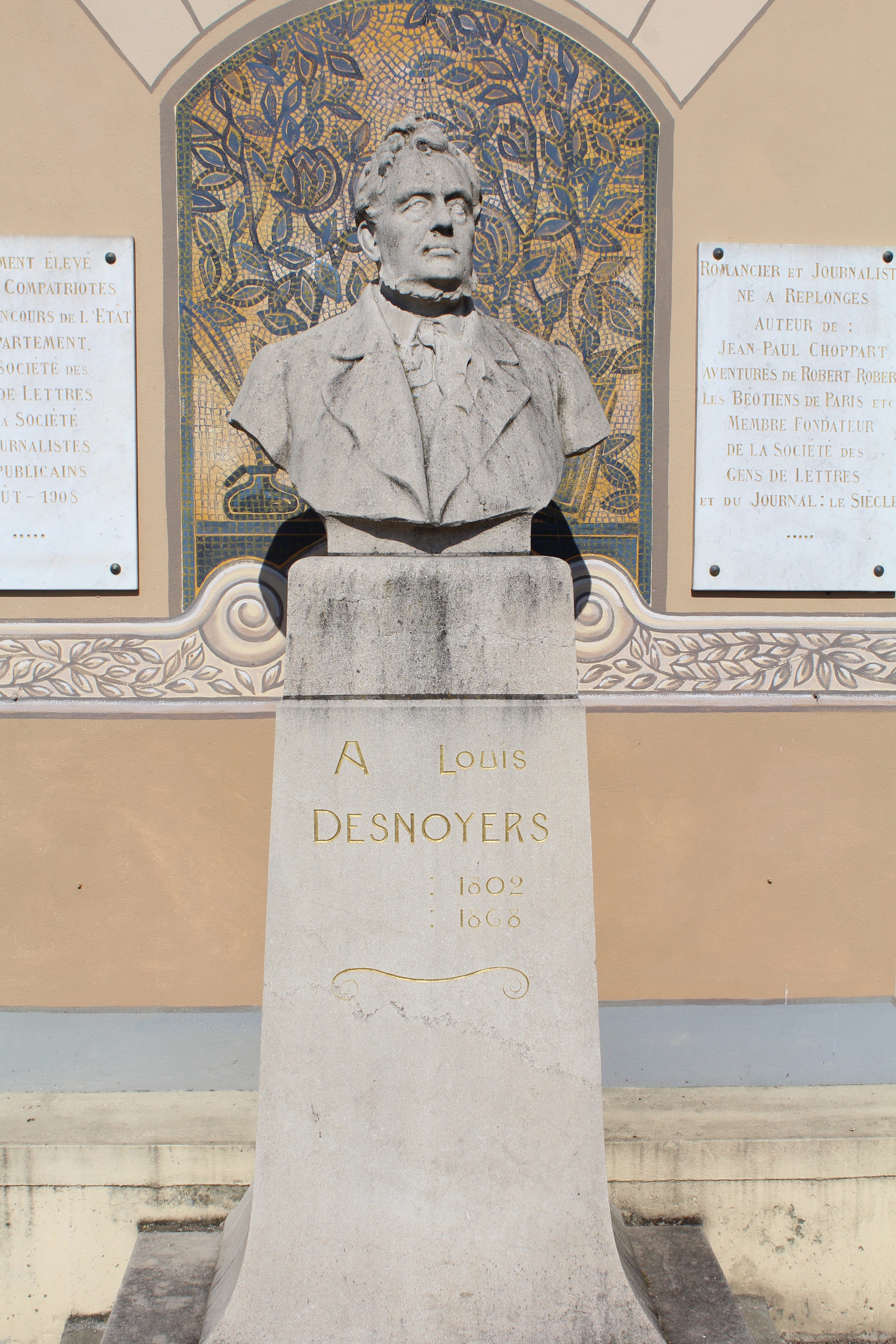
Бюст Л. Денуайе в г. Реплонж

Луи Клод Жозеф Флоранс Денуайе (фр. Louis Desnoyers; 23 февраля 1802, Реплонж, Рона — Альпы, Франция — и 12 декабря 1868, Париж) — французский журналист, редактор и прозаик. Один из основателей Общества французских литераторов (1837).

## Биография
Обучался в Отёне и Маконе. Преподавал гуманитарные науки в коллеже г. Отён, которым руководил его старший брат.
В 1828 году переехал в Париж, занялся журналистикой, ставшей его истинным призванием. Первые статьи опубликовал в газетах «Le Globe» и «Le Figaro». В 1829 году основал собственный журнал «Journal rose», в котором печатались его остроумные и сатирические статьи.
В 1830 году подписал вместе с другими парижскими журналистами и писателями протест против Июльских ордонансов, подавляющих свободу прессы.
После Французской революции 1830 года перестал заниматься журналистикой и вернулся на родину. В следующем году вернулся в Париж и сотрудничал с «Le Figaro», «Le Corsaire», «La Caricature», «Le Charivari», помещал критические статьи в «Le National».
В 1836 году основал газету «Siècle», быстро приобретшую большую популярность.
Похоронен на кладбище Пер-Лашез.

## Творчество

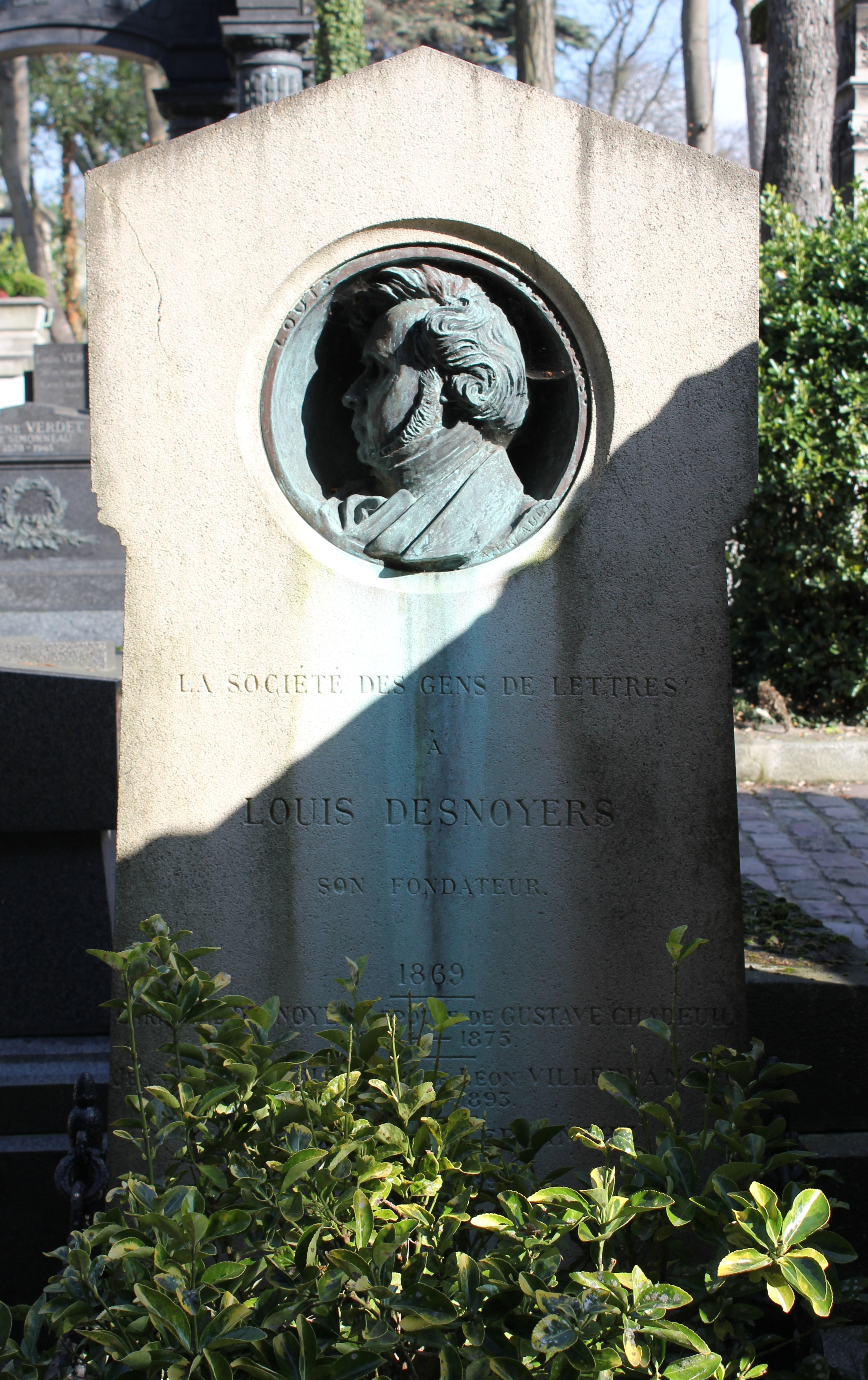
Могила Л. Денуайе на кладбище Пер-Лашез

Известен как автор ряда романов для молодежи, водевилей (под псевдонимом Дервилль), юмористических статей и очерков.

## Избранные произведения
Романы
- - Les aventures de Jean-Paul Choppart
  - Les aventures de Robert-Robert et de son fidèle compagnon Toussaint Lavenette
  - Le fou
  - Le Diable a Paris
  - Madame Macaire

Водевили
- - Juste Milieu (1831)
  - Vive le divorce ou ma femme m’adore (1833)

Эссе
- - De l’opéra en 1847 (1847)
  - Des femmes (1856),

Юмористические очерки
- - Les béotiens de Paris
  - La grande famille de ce bon monsieur Tartufe